# Poth (Texas)
Poth es un pueblo ubicado en el condado de Wilson en el estado estadounidense de Texas. En el Censo de 2010 tenía una población de 1908 habitantes y una densidad poblacional de 230,94 personas por km².

## Geografía
Poth se encuentra ubicado en las coordenadas 29°4′19″N 98°4′50″O / 29.07194, -98.08056. Según la Oficina del Censo de los Estados Unidos, Poth tiene una superficie total de 8.26 km², de la cual 8.2 km² corresponden a tierra firme y (0.75%) 0.06 km² es agua.

## Demografía
Según el censo de 2010, había 1908 personas residiendo en Poth. La densidad de población era de 230,94 hab./km². De los 1908 habitantes, Poth estaba compuesto por el 86.64% blancos, el 0.84% eran afroamericanos, el 0.42% eran amerindios, el 0.21% eran asiáticos, el 0% eran isleños del Pacífico, el 9.22% eran de otras razas y el 2.67% pertenecían a dos o más razas. Del total de la población el 57.08% eran hispanos o latinos de cualquier raza.